# Всеукраїнський центральний виконавчий комітет

Декрет ВУЦВК від 5 грудня 1923 р. (Членський квиток організації незаможних селян Катеринославщини Олександрійского округу, 1924 р.)

Всеукраї́нський центрáльний виконáвчий комітéт (ВУЦВК) — найвищий законодавчий, розпорядчий, виконавчий та контролюючий орган державної влади Української СРР у період між Всеукраїнськими з'їздами рад робітничих, селянських і червоноармійських депутатів. Діяв з 1917 по 1938 рік.
Головами ВУЦВК у різні роки були Юхим Медведєв, Володимир Затонський і Григорій Петровський.
Упродовж існування Комітету його повна назва, законодавчий статус, повноваження, структура та чисельний склад неодноразово змінювалися.

## Назва
У різні періоди Комітет мав наступні назви:
- 1917—1918 роки — Центральний виконавчий комітет (ЦВК) Рад України;[2]
- 1919—1935 роки — Всеукраїнський центральний виконавчий комітет (ВУЦВК);[3][4]
- 1935—1938 роки — Центральний виконавчий комітет (ЦВК) УСРР (з 1937 року — УРСР).[3][4]

## Історія

### ЦВК Рад України (1917—1918)

#### Між першим та другим зʼїздами Рад (грудень 1917—березень 1918)
11–12 (24–25) грудня 1917 року більшовики провели у Харкові Всеукраїнський зʼїзд рад на противагу зʼїзду, що напередодні відбувся у Києві і підтримав Центральну Раду. Зʼїзд проголосив Україну республікою Рад, заявив про її федеративний звʼязок з Радянською Росією, а також утворив новий орган влади — Центральний виконавчий комітет (ЦВК) Рад України. На зʼїзді було визначено, що ЦВК складатиметься з 61 осіб, але на самому зʼїзді, у звʼязку з недостатнім представництвом селян, було обрано лише 41 члена, серед яких було 35 більшовиків, 4 лівих есера, та по одному від меншовиків-інтернаціоналістів та лівих українських соціал-демократів. Водночас строки скликання, порядок роботи, структура чи повноваження ЦВК зʼїздом визначені не були.
13 (26) грудня 1917 розпочалися щоденні засідання ЦВК Рад України. На першому засіданні було опрацьовано і схвалено текст телеграми Раді Народних Комісарів Радянської Росії, у якій декларувалося, що ЦВК приймає на себе повноту влади в Україні. На другому засіданні 14 (27) грудня ЦВК визнав за необхідне утворити радянський уряд України під назвою Народний Секретаріат Української Робітничо-Селянської Республіки, а членів уряду іменувати народними секретарями. Тоді ж ЦВК розробив і наступного дня опублікував маніфест «До всіх робітників, селян і солдатів України!», яким зокрема повідомляв про взяття на себе влади замість Центральної Ради і закликав робітників, солдатів та селян до повсюдного встановлення влади рад в Україні.
На третьому і четвертому засіданнях 15 (28) і 17 (30) грудня було створено Президію ЦВК Рад України з пʼяти осіб: Головою Президії було обрано лівого українського соціал-демократа Ю. Г. Медведєва, заступниками — М. В. Артаманова, П. В. Решетька і С. В. Шелудька, секретарем — М. С. Данилевського (усі окрім Медведєва — більшовики). Тоді ж було визначено, що Народний Секретаріат має складатися з 12 секретарів і керуючого справами Секретаріату, а також був сформований персональний склад 10 секретарств, який затвердили 17 (30) грудня.
Надалі ЦВК та його Президія постійно займалися кадровими справами Народного Секретаріату, заповнюючи вакансії керівників секретарств та членів їх колегій, або переміщуючи їх за необхідності.
20–22 січня 1918 року у Харкові була проведена конференція Рад селянських депутатів, де було підтримано всі рішення Першого зʼїзду та дообрано 20 членів ЦВК, з яких 10 — від більшовиків. У лютому 1918 року Катеринославський губернський селянський зʼїзд делегував до ЦВК 8 своїх представників, а у березні представників також делегували: виконком Київської Ради — 10 осіб, Полтавська міськрада — 5 осіб, Полтавський губвиконком — 14 осіб, тож чисельність ЦВК зросла до 98 осіб. Також у цей період відбулося розширення Президії: у січні 1918 року — до 7 осіб, а у березні 1918 року — до 9 осіб (голова, 4 заступники і 4 секретарі).
Компетенція ЦВК у цей період визначалася не правовими актами, а практикою державного будівництва та поточною ситуацією, тож постійно змінювалась. Як верховна державна влада в Україні між З'їздами рад, ЦВК виконував одночасно функції законодавчого, виконавчого, розпорядчого та контролюючого характеру. Комітет займався питаннями державних зв'язків і відносин з Радянською Росією, визначення основ зовнішньої політики та міжнародних відносин, скасування нормативних актів царської влади і Центральної Ради, військового будівництва, організації робітничого контролю, діяльності місцевих рад тощо. Також ЦВК займався підготовкою чергового Зʼїзду рад, визначав норми представництва на зʼїзди рад, терміни їх скликання та порядок денний, місця перебування державних органів, а також керував засобами масової інформації. ЦВК займався внутрішньо-організаційними питаннями: обирав Президію, вирішував питання щодо власних відділів, комісій та інших структурних підрозділів.
У структурі ЦВК окрім Президії діяли відділи — секретаріат, агітаційний відділ (для пропаганди рішень та діяльності ЦВК), відділ звʼязку (для контактів з місцевими радами), технічно-господарський відділ, з січня 1918 року — військовий відділ. Також роль відділів ЦВК виконували народні секретарства.
Формою актів ЦВК у цей період були декрети, маніфести, відозви, телеграми, постанови, повідомлення, звернення, заклики, накази тощо. «Законів» тоді ЦВК не ухвалював.
3 березня 1918 року Росія уклала з Центральними державами Берестейський мирний договір, яким відмовлялася від території України. Це стало найболючішою проблемою для ЦВК Рад України, який після тривалих дискусій все ж уповноважив українську делегацію на IV Всеросійський з'їзд Рад ратифікувати цей договір.

##### Засідання
Відбулося трохи більше 10 засідань.
- 26 грудня 1917
- 27 грудня 1917
- 28 грудня 1917
- 30 грудня 1917
- 4 березня 1918 
  - Повідомлення про обрання головою Народного Секретаріату М.Скрипника та призначення на відповідні посади Народних Секретарів
- 7 березня 1918
  - Декларація Центрального Виконавчого Комітету Рад України
- 15 березня 1918

#### Після другого зʼїзду Рад (березень—квітень 1918)
17–19 березня 1918 року у місті Катеринослав (нині Дніпро) відбувся другий Всеукраїнський зʼїзд рад. Зʼїзд відбувався в екстремальних умовах німецько-австрійської окупації України, і на підтримку Берестейського договору, офіційно проголосив незалежність Радянської України від Росії. Також зʼїзд визначив нові підходи до формування складу ЦВК Рад — цього разу був встановлений тільки його кількісний склад — 102 особи і представництво — 47 більшовиків, 49 російських та українських есерів, 5 лівих українських соціал-демократів та 1 член Польської соціалістичної партії (лівиці). Партійні ж фракції мали визначати своїх представників до ЦВК та могли їх міняти. Головою ЦВК було обрано більшовика В. Затонського.
Після другого зʼїзду в апараті ЦВК було утворено додаткові відділи: контрольний, видавничий, адміністративний у складі фінансового та господарського секторів, канцелярії, архіву та бібліотеки, а також касаційний відділ для розгляду скарг на вироки революційних трибуналів, так додаючи функцію судової влади до повноважень ЦВК. У великих промислових центрах також стали утворюватися представництва ЦВК. Також у цей період ЦВК став більше приділяти уваги боротьбі проти інтервенції та контрреволюції, визначенню основ соціалістичного народного господарства, трудовим та військовим мобілізаціям тощо, однак у центрі його уваги залишалося формування Народного секретаріату.
На початку 1918 року ЦВК, як і Центральна Рада, часто міняв місце свого розташування — Харків, Київ, Полтава, Катеринослав, Таганрог. Через це, а також через труднощі воєнного часу і перебування багатьох членів ЦВК на фронтах 30 березня ЦВК ухвалив обрати Бюро з 21 члена з постійним мешканням у Таганрозі. Бюро могло приймати будь-які рішення, які потім мали затверджуватися на пленумах ЦВК, що мали скликатися щомісяця.
Комітет створювався як постійно діючий вищий орган державної влади, але у цей період він працював неритмічно. Між 1-м та 2-м зʼїздами Рад відбулось трохи більше десяти засідань, з них половина — у грудні 1917 року, а у січні—квітні 1918 року Комітет збирався від випадку до випадку.
До кінця квітня 1918 року уся територія України була зайнята німецько-австрійськими військами на прохання Центральної Ради. 19 квітня відбулося останнє засідання ЦВК Рад у Таганрозі, після чого він не скликався майже рік. На засіданні було вирішено, що члени ЦВК мають виїхати для роботи на окуповану територію, а з частини Президії ЦВК та Народного секретаріату було утворено Повстанбюро на чолі з Миколою Скрипником для боротьби проти німецької окупації. У липні 1918 року на зміну Повстанбюро було утворено інший надзвичайний орган — Центральний військово-революційний комітет. У березні 1919 року ЦВК Рад України офіційно склав повноваження перед Всеукраїнським центральним виконавчим комітетом Рад (ВУЦВК Рад).

##### Засідання
- 30 березня 1918
- 19 квітня 1918

### ВУЦВК (з 1919)
Відповідно до Конституцій УСРР 1919 і 1929 років ВУЦВК обирався Всеукраїнським з'їздом рад і був відповідальний перед ним. ВУЦВК здійснював загальне керівництво державою, господарським та культурним будівництвом. Він мав право зупиняти чинність, скасовувати і змінювати акти всіх нижчих органів влади та управління. ВУЦВК обирав Президію ВУЦВК та утворював Раду народних комісарів УСРР. Робота ВУЦВК контролювалася і спрямовувалася КП(б)У.
Формою діяльності ВУЦВК були сесії. У період між ними функції найвищого органу держ. влади в Україні виконувала Президія ВУЦВК. Сесії ВУЦВК скликалися Президією: чергові — не рідше 3 разів на рік; надзвичайні — з ініціативи Президії ВУЦВК або за поданням Раднаркому УСРР чи на вимогу не менш як третини членів ВУЦВК. Питання на розгляд ВУЦВК могли вносити його Президія, Раднарком, а також окремі члени ВУЦВК.
27 березня 1921 року надзвичайна сесія ВУЦВК запровадила в Україні нову економічну політику.
21 лютого 1938 року ЦВК УРСР затвердив «Положення про вибори до Верховної Ради УРСР».
ВУЦВК припинив свою діяльність 1938 року у зв'язку з обранням на підставі Конституції УРСР 1937 року нового найвищого органу державної влади в республіці — Верховної Ради УРСР.

##### Засідання
- 14 березня 1919

## Спосіб формування та склад
Робота Всеукраїнських з'їздів рад закінчувалася виборами ВУЦВК. Кожний зʼїзд визначав кількісний і персональний склад ВУЦВК.
| Скликання         | Зʼїзд, який обрав          | Члени ВУЦВК | Кандидати в члени |
| ----------------- | -------------------------- | ----------- | ----------------- |
| 1-ше (1917—1918)  | 1-й (грудень 1917)         | 41–98       | —                 |
| 2-е (1918—1919)   | 2-й (березень 1918)        | 102         | —                 |
| 3-тє (1919—1920)  | 3-й (березень 1919)        | 99          | 27                |
| 4-те (1920—1921)  | 4-й (травень 1920)         | 82          | 44                |
| 5-те (1921)       | 5-й (лютий-березень 1921)  | 155         | 55                |
| 6-те (1921—1922)  | 6-й (грудень 1921)         | 198         | 62                |
| 7-ме (1922—1924)  | 7-й (грудень 1922)         | 200         | 50                |
| 8-ме (1924—1925)  | 8-й (січень 1924)          | 251         | 82                |
| 9-те (1925—1927)  | 9-й (травень 1925)         | 300         | 91                |
| 10-те (1927—1929) | 10-й (квітень 1927)        | 303         | 92                |
| 11-те (1929—1931) | 11-й (травень 1929)        | 315         | 110               |
| 12-те (1931—1935) | 12-й (лютий-березень 1931) | 427         | —                 |
| 13-те (1935—1938) | 13-й (січень 1935)         | 366         | —                 |

З 1-го до 13-го зʼїзду кількісний склад ВУЦВК зріс у 9 разів. На 12-му зʼїзді до ВУЦВК було обрано понад третину делегатів.
Обраний 4-м з’їздом ВУЦВК перейшов на сесійний порядок роботи, що свідчило про зростання його ролі в політичному житті радянської України.
Петровський та секретар ВУЦВК А. Бутенко називали ВУЦВК «нашим робітничим парламентом» та «нашим українським Радянським Парламентом» відповідно, однак більшість його членів становили партійні та радянські чиновники центрального і губернського рівня (60%), члени ЦК КП(б)У і його Політбюро, члени уряду, губернських (пізніше — окружних, потім — обласних і районних) виконкомів. Близкько 70% складу ВУЦВК були членами більшовицької партії, які обʼєднувались в комуністичну фракцію, якій керівні партійні органи доручали скеровувати роботу ВУЦВК.

## Президія ВУЦВК
На своїй першій сесії ВУЦВК обирав свою Президію. Президія скликала сесії ВУЦВК, вирішувала питання їх порядку денного, визначала правила роботи комісій та відділів, здійснювала добір і призначення керівних кадрів уряду і ВУЦВК тощо.
У середині березня 1919 року ВУЦВК обрав Президію у складі 5 осіб (голова — Г. І. Петровський), хоча Конституція УСРР, ухвалена напередодні, ще не передбачала такого органу. У березні 1919 року Президія була наділена правом на підготовку проектів законів, а вже в квітні почала видавати власні декрети. Деякі з них затверджувалися ВУЦВК, а більшість набувала чинності і без такого затвердження. З липня 1919 року до компетенції Президії було віднесено затвердження рішень Раднаркому, контроль за діяльністю уряду та окремих наркоматів, Ради робітничої і селянської оборони України, Верховного революційного трибуналу, керівництво місцевими органами, затвердження ревкомів, скасування їх рішень, помилування тощо. В міжсесійний період Президія зосереджувала у своїх руках повноваження найвищої представницької установи в УСРР, тобто діяла від імені ВУЦВК і навіть Всеукраїнського з'їзду рад. Водночас Президія ВУЦВК фактично підпорядковувалася Всеросійському ЦВК і ЦК КП(б)У.
Правовий статус Президії ВУЦВК вперше визначався Положенням «Про Президію ВУЦВК Рад», затвердженим ВУЦВК 23 травня 1920 року. Відповідно до нього вона визначалась «керівним органом по інструктуванню всієї роботи як в центрі так і на місцях». На неї покладався нагляд за виконанням постанов ВУЦВК, листування від його імені з державними органами, громадськими організаціями і окремими громадянами, розгляд справ про помилування, вирішення інших питань у порядку верховного державного управління. Їй надавалося право затверджувати постанови Раднаркому УСРР, а в необхідних випадках — зупинення їх виконання з винесенням цього питання на найближчу сесію ВУЦВК. У міжсесійний період Президія призначала за представленням РНК республіки наркомів.
У грудні 1920 року за ініціативою Президії було укладено союзний договір між УСРР і РСФРР.
Поступово з розширенням функцій і повноважень склад Президії було збільшено.
Упродовж 1921—1923 років чисельність Президії становила 25—27 осіб. Більшість документів нормативного і ненормативного змісту почала ухвалюватися вже не на сесіях ВУЦВК, а на засіданнях Президії, але відповідні положення формулювались від імені ВУЦВК у цілому.
12 січня 1924 року 1-ша сесія 8-го скликання ВУЦВК затвердила персональний склад Президії у складі 15 осіб. Головою ВУЦВК було затверджено Г. І. Петровського, а Секретарем — А. І. Буценка.
12 жовтня 1924 року 3-тя сесія 8-го скликання ВУЦВК затвердила «Положення про ВУЦВК», яким зокрема було визначено статус, повноваження і склад Президії. Зокрема, було визначено, що між сесіями ВУЦВК, саме Президія становить вищий законодавчий, виконавчий та розпорядчий орган влади УСРР. Президія мала обиратася зі складу ВУЦВК на його сесійному засіданні. Президія мала складатися з Голови ВУЦВК, Секретаря ВУЦВК та інших членів загальною чисельністю не більше 17-ти осіб. Було засновано інститут кандидатів у члени Президії.
У травні 1925 року статус Президії ВУЦВК як вищого законодавчого, виконавчого і розпорядчого органу влади УСРР між сесіями ВУЦВК був формально закріплений у статті 7 нової редакції Конституції УСРР.
10 травня 1925 року ВУЦВК на першій сесії 9-го скликання затвердив Президію у складі 17 членів та 5 кандидатів до членів. Головою та Секретарем ВУЦВК було знову затверджено Г. І. Петровського та А. І. Буценка відповідно.
30 липня 1925 року ВУЦВК ухвалив Постанову «Про порядок роботи Президії ВУЦВК», якою детально розписав порядок роботи Президії. Зокрема, було визначено хто може брати участь у засіданнях Президії та подавати справи на її розгляд, а також визначено порядок подання справ і складання порядку денного засідань, порядок скликання й проведення засідань, порядок протоколювання і стенографічного запису засідань, порядок виконання постанов Президії та порядок розгляду протестів та скарг. Також було визначено, що окремі категорії справ може розглядати Мала Президія, що виділяється зі складу Президії.
8 липня 1926 року 3 сесія 9-го скликання ВУЦВК збільшила склад Президії до 18 членів і призначила чотирьох нових її членів замість трьох вибувших.
У середині 20-х років Президія ВУЦВК інтенсивно здійснювала кодифікаційну роботу. В результаті були прийняті Цивільний процесуальний кодекс УСРР 1924 року, Ветеринарний кодекс УСРР 1925 року, Виправно-трудовий кодекс УСРР 1925 року, Кодекс законів про сім'ю, опіку, шлюб та про акти громадянського стану 1926 року.
14 квітня 1927 року перша сесія ВУЦВК 10-го скликання збільшила склад Президії, оскільки збільшилась робота ВУЦВК. Всього було обрано 21 члена Президії та 10 кандидатів. До складу Президії увійшли відомі партійні і радянські керівники республіки — незмінний голова ВУЦВК Г. Петровський, генеральний секретар ЦК КП(б)У, посланець Сталіна Л. Каганович, нарком робітничо-селянської інспекції УСРР В. Затонський, недавній нарком юстиції і генеральний прокурор, а потім — нарком освіти М. Скрипник, нарком внутрішніх справ і голова ДПУ В. Балицький, Голова ВУРПС А. Радченко, Голова РНК В. Чубар, командуючий військами Українського військового округу Й. Якір (всі — члени Політбюро), заступники Голови уряду, наркоми. Було введено до складу кілька «селян і робітників з виробництва».
6 лютого 1929 року ВУЦВК ухвалила нову постанову «Про порядок роботи Президії ВУЦВК» на заміну ухваленій у 1925 році. Зокрема, нова постанова вже не містила положень про Малу Президію.
15 травня 1929 року перша сесія ВУЦВК 11-го скликання затвердила новий склад Президії у складі 21 члена та 10 кандидатів. Головою знову було обрано Г. І. Петровського, Секретарем — М. С. Василенка, а заступником Секретаря — К. І. Горлинського.
25 листопада 1929 року друга сесія ВУЦВК 11-го скликання внесла незначні зміни до складу Президії. Зокрема, зі складу Президії і самого ВУЦВК було виключено А. І. Буценка через «негідну особисту поведінку».
У січні 1935 року Президія ВУЦВК отримала назву Президія ЦВК УСРР.
Останній склад Президії був обраний у 1935 році — 21 член, 3 кандидати.
У 1937 році було прийнято нову Конституцію УРСР, якою замість ЦВК утворювалася Верховна Рада УРСР, а замість Президії ЦВК — Президія Верховної Ради УРСР.

## Комітети
- Крайовий військово-революційний комітет по боротьбі з контрреволюцією — утворений 18 (31 грудня) 1917 року з метою подальшої організації Червоної гвардії для операцій у загальноукраїнському масштабі;
- Надзвичайний комітет — утворений 22 лютого 1918 року з метою «керівництва всіма заходами по обороні революції від західних імперіалістів»;
- Центральний комітет національних меншин — утворений у квітні 1924 року з метою реалізації державної політики щодо економічного та культурного розвитку національних меншин на території України. Діяв у 1920—1930-х роках.

## Розташування
До перенесення столиці з Харкова у Київ ВУЦВК засідав у будівлі колишнього Дворянського зібрання. У 1934—1938 рр. ВУЦВК засідав у Києві у тимчасовому приміщенні, але водночас розпочали будувати нову будівлю. Після обрання першої Верховної ради УРСР (замість колишнього ВУЦВК) перше засідання відбулося у новозбудованій будівлі Верховної ради.